# The Less I Know the Better
Singles de Tame Impala
Eventually
(2015) Patience
(2019)
Clip vidéo
[vidéo] « The Less I Know the Better », sur YouTube
The Less I Know the Better est une chanson du projet musical australien Tame Impala, parue sur son troisième album Currents. Elle est sortie le 29 novembre 2015 en tant que quatrième et dernier single de l'album. La chanson est écrite par Kevin Parker, qui joue tous les instruments et chante toutes les parties vocales.
En 2016, la chanson a atteint la 23e place de l'Ultratop 50 belge néerlandophone, la 66e place du classement ARIA Singles australien et la 195e du Top Singles français. Aux États-Unis, la chanson atteint la 35e place du classement Billboard Hot Rock Songs. Le single se classe une nouvelle fois en Australie en 2020, atteignant pour la première fois le top 50 avec une 17e place. 

## Classements et certifications
| Classement (2015-16)                    | Meilleure position |
| --------------------------------------- | ------------------ |
| Australie (ARIA)                        | 66                 |
| Belgique (Flandre Ultratop 50 Singles)  | 23                 |
| Belgique (Flandre Ultratop 50 Airplay)  | 4                  |
| Belgique (Wallonie Ultratip 50)         | 8                  |
| Belgique (Wallonie Ultratop 50 Airplay) | 48                 |
| États-Unis (Hot Rock Songs)             | 35                 |
| États-Unis (Alternative Airplay)        | 37                 |
| France (SNEP)                           | 195                |
| Mexique (Inglés Airplay)                | 37                 |
| Royaume-Uni (UK Singles Chart)          | 89                 |

| Classement (2019-20)                      | Meilleure position |
| ----------------------------------------- | ------------------ |
| Australie (ARIA)                          | 17                 |
| Belgique (Flandre Back Catalogue Singles) | 26                 |
| France (SNEP Ventes)                      | 78                 |
| Portugal (AFP)                            | 182                |

| Classement (2016)           | Position |
| --------------------------- | -------- |
| États-Unis (Hot Rock Songs) | 74       |
| Classement (2019)           | Position |
| Portugal (AFP)              | 290      |

### Certifications
| Pays                                                                       | Certification | Ventes certifiées |
| -------------------------------------------------------------------------- | ------------- | ----------------- |
| Australie (ARIA)                                                           | 4 × Platine   | 280 000^          |
| Danemark (IFPI)                                                            | Or            | 45 000^           |
| États-Unis (RIAA)                                                          | 2 × Platine   | 2 000 000^        |
| Italie (FIMI)                                                              | Or            | 35 000*           |
| Royaume-Uni (BPI)                                                          | Platine       | 600 000^          |
| xNon précisé par la certification ‡ventes/streaming selon la certification |               |                   |